# Piekary (powiat poznański)
Piekary – wieś w Polsce położona w województwie wielkopolskim, w powiecie poznańskim, w gminie Stęszew.

## Historia
Wieś została założona przed rokiem 1580. Wieś duchowna, własność Klasztoru Jezuitów w Poznaniu pod koniec XVI wieku leżała w powiecie kościańskim województwa poznańskiego. Pod koniec XVIII wieku właścicielami była rodzina Bielickich. Pod koniec XIX wieku Piekary liczyły 9 domostw i 87 mieszkańców, wszyscy wyznania katolickiego. Folwark Piekary, należący do majątku w Jeziorkach liczył 9 gospodarstw i 74 mieszkańców. Był własnością Moszczeńskich, a później przejęli go Niemcy. Wieś należała do parafii w Słupi.
W latach 1975–1998 miejscowość należała administracyjnie do województwa poznańskiego. W 2011 roku Piekary liczyły 96 mieszkańców.

## Urodzeni w Piekarach
- 1899 - Jan Kalemba
- 1947 - Stanisław Kalemba[8][9].